# 전주금암초등학교
전주금암초등학교는 대한민국 전북특별자치도 전주시 덕진구에 있는 공립 초등학교이다.

## 학교 연혁
- 1951.09.23 전주금암초등학교 개교
- 1984.03.02 전주금암초등학교 병설유치원 개원
- 1996.03.01 전주금암초등학교로 교명 변경
- 2013.02.15 제60회 졸업(졸업생 82명, 총 22,184명)
- 2013.03.01 제24대 김연수 교장 부임
- 2013.03.01 16학급 편성(일반 15학급, 특수 1학급)
- 2014.02.15 제61회 졸업(졸업생 70명, 총 22,254명)
- 2014.03.01 15학급 편성(일반 14학급, 특수 1학급)
- 2015.02.13 제62회 졸업(졸업생 69명, 총 22,323명)
- 2015.03.01 15학급 편성(일반 14학급, 특수1학급)

## 참고 자료
- 전주금암초등학교 - 한국교육학술정보원 학교알리미